# Крістен ван Елден
Крістен ван Елден (англ. Kristen van Elden; нар. 18 вересня 1981) — колишня австралійська тенісистка.
Найвищу одиночну позицію світового рейтингу — 262 місце досягла 18 березня 2002, парну — 293 місце — 17 березня 2003 року.
Здобула 1 одиночний та 9 парних титулів туру ITF.

## Фінали ITF

### Одиночний розряд: 5 (1–4)
| турніри $25,000 |
| турніри $10,000 |

| Результат | Ранг | Дата            | Турнір                 | Покриття | Суперниця          | Рахунок       |
| --------- | ---- | --------------- | ---------------------- | -------- | ------------------ | ------------- |
| Поразка   | 1.   | 19 березня 2000 | ITF Беналла, Австралія | Трава    | Дженні Белобрайдіч | 3–6, 1–6      |
| Поразка   | 2.   | 18 березня 2001 | ITF Беналла, Австралія | Трава    | Саекі Міхо         | 6–3, 1–6, 2–6 |
| Поразка   | 3.   | 25 березня 2001 | ITF Водонга, Австралія | Трава    | Беті Секуловскі    | 2–6, 2–6      |
| Поразка   | 4.   | 1 квітня 2001   | ITF Корова, Австралія  | Трава    | Саекі Міхо         | 1–6, 2–6      |
| Перемога  | 1.   | 16 липня 2001   | ITF Фрінтон, Англія    | Трава    | Катерина Сисоєва   | 3–6, 6–4, 7–5 |

### Парний розряд: 13 (9–4)
| Результат | Ранг | Дата            | Турнір                        | Покриття | Партнерка           | Суперниці                                  | Рахунок          |
| --------- | ---- | --------------- | ----------------------------- | -------- | ------------------- | ------------------------------------------ | ---------------- |
| Перемога  | 1.   | 6 лютого 2000   | ITF Веллінгтон, Нова Зеландія | Тверде   | Мірейлл Діттманн    | Дженні Белобрайдіч Тонґ Ка-по              | 7–6(6), 6–4      |
| Перемога  | 2.   | 12 березня 2000 | ITF Воррнамбул, Австралія     | Трава    | Дженні Белобрайдіч  | Наталі Грандін Ніколь Ренкен               | 6–3, 6–4         |
| Поразка   | 1.   | 12 червня 2000  | ITF Горн, Нідерланди          | Ґрунт    | Дьяна Гергі         | Еухенія Чіальво Паула Раседо               | 6–4, 2–6, 0–6    |
| Перемога  | 3.   | 26 червня 2000  | ITF Велп, Нідерланди          | Ґрунт    | Дженні Белобрайдіч  | Камілла Кремер Каталін Мішкольці           | 6–1, 6–2         |
| Поразка   | 2.   | 24 липня 2000   | ITF Горб, Німеччина           | Ґрунт    | Зузана Гейдова      | Патрицья Бандуровська Марія Емілія Салерні | 3–6, 4–6         |
| Перемога  | 4.   | 19 березня 2001 | ITF Водонга, Австралія        | Трава    | Сара Стоун          | Беті Секуловскі Ніколь Сьюелл              | 3–6, 7–6(4), 6–4 |
| Перемога  | 5.   | 24 червня 2001  | ITF Велп, Нідерланди          | Ґрунт    | Беті Секуловскі     | Наташа Ґалауза Лотті Селен                 | 1–6, 6–4, 7–6(3) |
| Перемога  | 6.   | 24 березня 2002 | ITF Ярравонґа, Австралія      | Трава    | Дженні Белобрайдіч  | Лорен Чанґ Кім Ковентрі                    | 6–4, 6–2         |
| Поразка   | 3.   | 30 червня 2002  | ITF Фонтанафредда, Італія     | Ґрунт    | Сусанне Трік        | Леслі Буткевіч Патті ван Аккер             | 5–7, 3–6         |
| Перемога  | 7.   | 1 лютого 2003   | ITF Веллінгтон, Нова Зеландія | Тверде   | Лорен Бредмор       | Чжуан Цзяжун Ілк Джерс                     | 6–4, 6–1         |
| Перемога  | 8.   | 3 лютого 2004   | ITF Веллінгтон, Нова Зеландія | Тверде   | Шеллі Стефенс       | Емілі Г'юсон Ніколь Кріз                   | 6–1, 3–6, 6–3    |
| Поразка   | 4.   | 28 березня 2004 | ITF Ярравонґа, Австралія      | Трава    | Мірейлл Діттманн    | Емілі Г'юсон Ніколь Кріз                   | 3–6, 2–6         |
| Перемога  | 9..  | 4 липня 2004    | ITF Гергюговард, Нідерланди   | Ґрунт    | Александра Срндович | Даніелле Гармсен Сусанне Трік              | 6–1, 6–2         |